# Єгипетсько-британські відносини
Єгипетсько-британські відносини — це дипломатичні, економічні та культурні відносини між Єгиптом і Великою Британією. Відносини давні. Вони стосуються політики, оборони, торгівлі та освіти, а особливо питань, що стосуються Суецького каналу.

## Історія

### Британське панування
Перший період британського панування (1882—1914) був «завуальованим протекторатом». Протягом цього часу Хедиват Єгипту залишався автономною провінцією Османської імперії. Насправді британці приймали всі рішення і таким чином мали де-факто протекторат над країною. Такий стан речей тривав до тих пір, поки Османська імперія не вступила в Першу світову війну на боці Центральних держав у листопаді 1914 року, і Британія в односторонньому порядку оголосила протекторат над Єгиптом. Таким чином османи втратили всі зв'язки. Правлячий хедив був скинутий, а його наступник, Хусейн Камель, був змушений оголосити себе султаном Єгипту, незалежним від османів у грудні 1914 року.

### Захоплення Єгипту, 1882 рік
Як співвласники Суецького каналу, як британський, так і французький уряди були сильно зацікавлені в стабільності Єгипту. Понад дві третини перевезень припадало на британські торговельні судна, і це були ворота до Індії та Далекого Сходу. Однак у 1881 році спалахнуло повстання Урабі — це був націоналістичний рух під проводом Ахмеда Урабі (1841—1911) проти адміністрації хедіва Тевфіка, який тісно співпрацював з англійцями та французами. У поєднанні з повним потрясінням у єгипетських фінансах, загрозою для Суецького каналу та збентеженням престижу Британії, якщо вона не зможе впоратися з повстанням, Лондон визнав ситуацію нестерпною та вирішив покінчити з нею силою. Французи, однак, не приєдналися. 11 липня 1882 року Гладстон наказав бомбардувати Александрію, що поклало початок короткій вирішальній англо-єгипетській війні 1882 року. Єгипет номінально залишався під суверенітетом Османської імперії, а Франція та інші країни нації мали представництво, але британські чиновники приймали рішення. Домінуючою особистістю була Евелін Берінг, 1-й граф Кромер. Він був добре знайомий з британським Раджем в Індії та застосовував подібну політику, щоб отримати повний контроль над єгипетською економікою. Лондон 66 разів обіцяв відійти через кілька років; фактичним результатом був британський контроль над Єгиптом протягом чотирьох десятиліть, здебільшого ігноруючи Османську імперію.
Історик А. Й. П. Тейлор каже, що захоплення Єгипту «було великою подією; справді, єдиною реальною подією в міжнародних відносинах між битвою при Седані та поразкою Росії в російсько-японській війні». Тейлор підкреслює довгостроковий вплив: Британська окупація Єгипту змінила баланс сил. Це не лише дало британцям безпеку на їхньому шляху до Індії, це зробило їх господарями Східного Середземномор'я та Близького Сходу. Це зробило непотрібним для них стояти на передовій проти Росії в протоках… І таким чином підготувало шлях для франко-російського альянсу через десять років.
Гладстон і ліберали мали репутацію сильної опозиції імперіалізму, тож історики довго обговорювали пояснення цього розвороту політики. Найбільш впливовим було дослідження Джона Робінсона та Рональда Галлагера «Африка та вікторіанська епоха» (1961). Вони зосередилися на «Імперіалізмі вільної торгівлі» та сприяли дуже впливовій Кембриджській школі історіографії. Вони стверджують, що довгострокового ліберального плану на підтримку імперіалізму не було. Натомість вони побачили нагальну необхідність діяти, щоб захистити Суецький канал перед лицем того, що виглядало як радикальний крах закону та порядку, і націоналістичного повстання, спрямованого на вигнання європейців, незважаючи на шкоду, яку це завдало б міжнародній торгівлі та Британська імперія. Рішення Гладстона було викликане напруженими відносинами з Францією та маневруванням «людей на місці» в Єгипті. Такі критики, як Кейн і Хопкінс, наголошували на необхідності захисту великих сум, інвестованих британськими фінансистами, і єгипетських облігацій, применшуючи ризик для життєздатності Суецького каналу. На відміну від марксистів, вони наголошують на «джентльменських» фінансових і комерційних інтересах, а не на промисловому капіталізмі, який, на думку марксистів, завжди був центральним.
А. Г. Гопкінс відхилив аргументи Робінсона та Галлагера, посилаючись на оригінальні документи, які стверджували, що не було видимої небезпеки для Суецького каналу від руху «Урабі», і що "Урабі та його сили не були хаотичними «анархістами», а радше підтримували закон і порядок. : 373—374  Він альтернативно стверджує, що кабінет Гладстона керувався захистом інтересів власників британських облігацій за допомогою інвестицій в Єгипет, а також гонитвою за внутрішньою політичною популярністю. Гопкінс посилається на британські інвестиції в Єгипет, які масово зросли до 1880-х років, частково в результаті боргу хедива від будівництва Суецького каналу, а також через тісні зв'язки, які існували між британським урядом та економічним сектором. : 379—380  Він пише, що економічні інтереси Британії виникли одночасно з прагненням одного з елементів правлячої Ліберальної партії до войовничої зовнішньої політики, щоб отримати внутрішню політичну популярність, яка дозволила їй конкурувати з Консервативною партією.: 382  Гопкінс цитує листа від Едварда Малета, тодішнього генерального консула Великої Британії в Єгипті, до члена кабінету міністрів Гладстона, в якому він вітає з вторгненням: «Ви воювали в битві всього християнського світу, і історія це визнає. Чи можу я також ризикну сказати, що це дало Ліберальній партії нову оренду популярності та влади. фінансові та торгові інтереси були другорядними та похідними. Натомість основною мотивацією було відстоювання британського престижу як у Європі, так і особливо в Індії, шляхом придушення загрози „цивілізованому“ порядку, що виникла урабістським повстанням

### Незалежність Єгипту
У грудні 1921 року британська влада в Каїрі запровадила воєнний стан і знову депортувала Заглула. Демонстрації знову призвели до насильства. На знак поваги до зростаючого націоналізму та за пропозицією Верховного комісара лорда Алленбі Велика Британія в односторонньому порядку проголосила незалежність Єгипту 28 лютого 1922 року, скасувавши протекторат і створивши незалежне Королівство Єгипет. До англо-єгипетського договору 1936 року Королівство було лише номінально незалежним, оскільки британці зберегли контроль над зовнішніми відносинами, комунікаціями, військовими та англо-єгипетським Суданом. Між 1936 і 1952 роками британці продовжували підтримувати військову присутність і політичних радників на скороченому рівні.
Під час Другої світової війни британські війська використовували Єгипет як головну базу для операцій союзників у всьому регіоні. Єгипет був номінально нейтральним у війні.
Британські війська були виведені в район Суецького каналу в 1947 році, але націоналістичні, антибританські настрої продовжували зростати після війни. Єгипетська революція 1952 року повалила єгипетську монархію, ліквідувала британську військову присутність у Єгипті та заснувала сучасну Республіку Єгипет.

### Суецька криза 1956 року
Основна стаття: Суецька криза
У 1956 році єгипетський президент Гамаль Абдель Насер націоналізував Суецький канал, життєво важливий водний шлях, через який більшість європейської нафти надходила з Близького Сходу. Велика Британія та Франція в союзі з Ізраїлем вторглися, щоб захопити канал і скинути Насера. Сполучені Штати на чолі з президентом Дуайтом Д. Ейзенхауером рішуче заперечували, використовуючи дипломатичний і фінансовий тиск, щоб змусити трьох загарбників відступити. Прем'єр-міністр Ентоні Іден був принижений і незабаром пішов у відставку. Торп узагальнив несподівані результати: Політика Ідена мала чотири основні цілі: по-перше, захистити Суецький канал; по-друге, забезпечити безперервність постачання нафти; по-третє, усунути Насера; і по-четверте, не допустити росіян до Близького Сходу. Безпосереднім наслідком кризи було блокування Суецького каналу, припинення постачання нафти, зміцнення позицій Насера як лідера арабського націоналізму, а шлях для російського вторгнення на Близький Схід був відкритий. Це був справді трагічний кінець його прем'єрства, який став набувати непропорційного значення в будь-якій оцінці його кар'єри».

## Сучасні відносини
Стосунки стосуються і військового бізнесу. Наприклад, навчання, відвідування та доступ до військових могил Співдружності в Геліополісі та Ель-Аламейні. Крім того, координація польотів і транзиту через Суецький канал для військових кораблів.
Згідно з переписом населення Великої Британії 2001 року близько 24 700 єгиптян були присутні у Великій Британії. Управління національної статистики оцінює, що еквівалентна цифра у 2009 році становила 27 000.
Наприкінці 2014 року Єгипетсько-Британська торгова палата (EBCC) опублікувала звіт, у якому детально описується обсяг торгівлі між двома країнами, який значно зріс того року. Британський експорт до Єгипту зріс на 15 %, тоді як єгипетський експорт до Великої Британії зріс більш ніж на 30 %. Велика Британія є найбільшим інвестором в єгипетську економіку, на частку якої припадає 41,3 % від загального обсягу прямих іноземних інвестицій. Проєкт Нового Суецького каналу та економічне відновлення Єгипту після трьох років негараздів після повстання 2011 року сприяють цьому досягненню.

## Дипломатичні представництва
- Посольство Єгипту у Сполученому Королівстві розташоване за адресою 26 South Audley Street, London W1K 1DW.
- Посольство Великої Британії в Єгипті розташоване за адресою: вулиця Ахмеда Рагеба, 7, Гарден Сіті, Каїр. За межами Каїра є Генеральне консульство Великої Британії в Александрії та Почесне консульство в Шарм-ель-Шейху.
- Нинішнім послом Єгипту у Великій Британії є Шеріф Камел[14], а послом Великої Британії в Єгипті — Гарет Бейлі[15].